# 국립해양박물관
국립해양박물관(國立海洋博物館, National Maritime Museum of Korea)은 해양과 관련된 역사·고고·인류·민속·예술·과학·기술·산업의 유산을 수습·관리·보존·조사·연구·교육·전시를 함으로써 해양문화, 예술, 과학, 기술, 산업의 발전에 기여하기 위해 2012년 7월 9일 임시로 개관했다. 이후 2015년 4월 20일 특수법인의 발족과 함께 공식 개관했다. 이 박물관은 대한민국 부산광역시 영도구 동삼동의 해양클러스터에 위치하고 있으며, 대한민국의 유일한 국립해양박물관이다.
박물관은 부지면적 45,386m2, 건축면적 25,870m2이며, 지하 1층에서 지상 4층으로 이루어졌다. 공사기간은 2009년 12월부터 2012년 7월이다. 해양한국의 랜드마크로 자리잡을 종합 해양박물관 대한민국은 물론 세계의 귀중한 해양 유물을 수집·보존·전시하면서 해양의 과거와 현재 및 미래를 체계적으로 보여주고 해양에 대한 교육과 체험의 핵심 기능을 담당한다.

## 연혁
국립해양박물관은 2012년 7월 개관하였다. 해양박물관을 특수법인으로 설립하기 위하여 2014년에 해양박물관법이 제정되었고 2015년에 시행되었다.
해양인문학 프로그램인 "해양로에서 바다로" 프로그램을 진행하고 있으며, 이 강연을 책으로 엮어 해양 인문학 총서인 《바다를 읽다》를 출판하였다.

## 시설

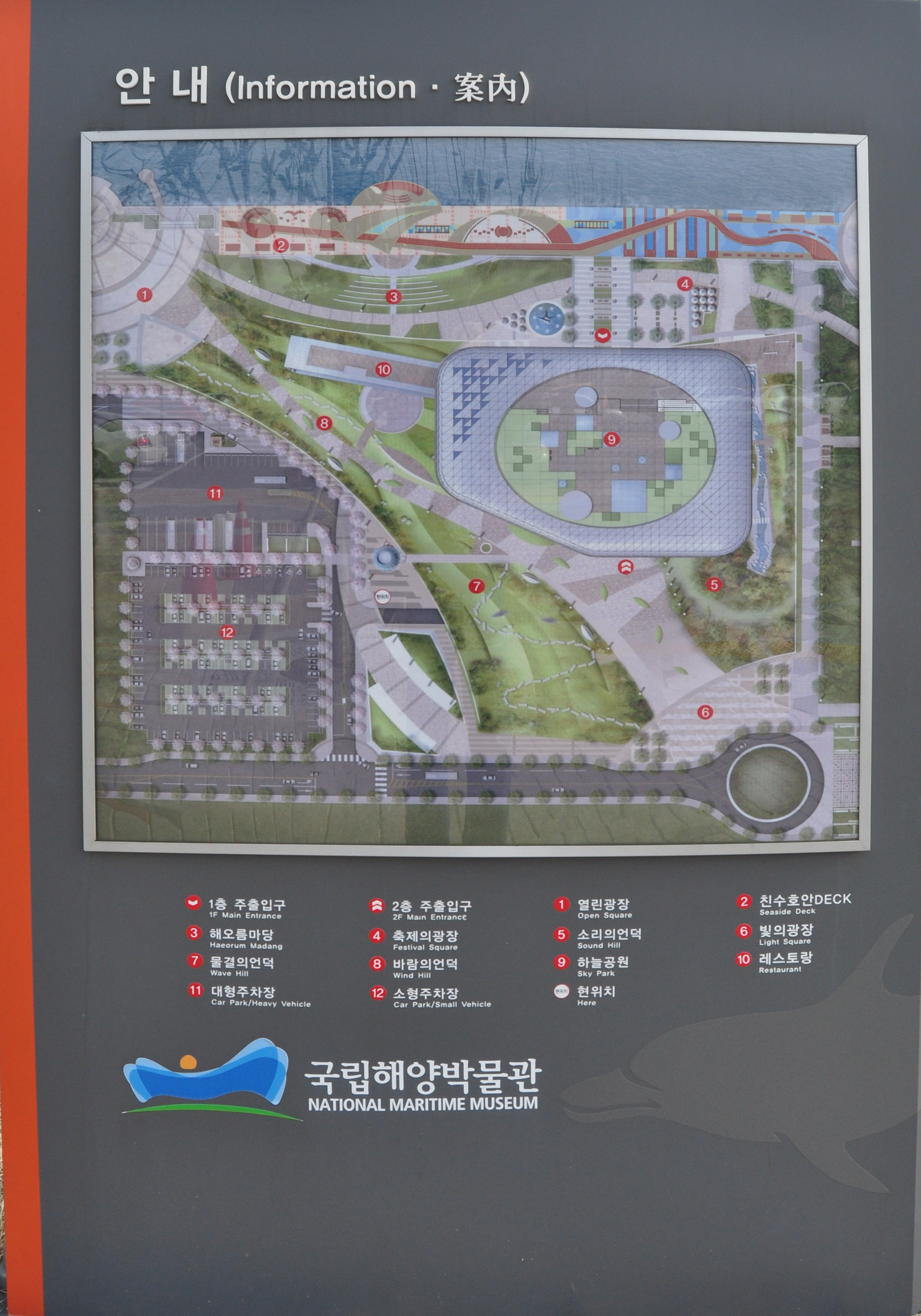
박물관 안내표지판

상설 전시관 8곳, 기획전시관, 해양도서 5만여권과 멀티미디어실이 있는 해양도서관, 7살 이하 어린이들을 위한 어린이 박물관, 야외의 원형광장, 지름 11m, 깊이 4.8m의 수족관, 입체 영상을 즐길 수 있는 4D 영상관, 박물관 주위의 아름다운 바다를 감상할 수 있는 전망대 등이 있다.

### 전시
상설전시
- 2층: 바다와 환경이라는 주제로 이루어진 다양한 퍼포먼스 공연 관람과 체험활동이 가능한 어린이박물관이 위치. 해양에 관한 다양한 전시 관림이 가능.
- 3층: 인류와 함께 공존해 온 바다의 역사와 문화를 다양한 유물을 통해 배우고 느낄 수 있는 곳. 해양생태계를 직접 만져보는 기회를 통해 바다 생물들을 보다 생생하게 만나는 것이 가능.
- 4층: 바다의 경제력과 생산력에 초첨을 둔 해양 산업관과 지속가능한 개발을 위한 해양과학관이 위치.

어린이박물관
- 체험과 실물전시를 통해, 바다와 환경을 쉽게 이해할 수 있도록 전시연출을 구성.

야외전시
- 세계일주요트, 국제신호기, 팔미도 등대 등이 위치.

## 소장품
약 22,000여 점의 유물을 수집·수증·복원/복제 등을 통해 관리하고 있으며 주요 유물은 다음과 같다.
- 죽도제찰(일본/1837년): 일본이 자국민에게 조선의 울릉도, 독도 일대 항해를 금지한 경고판
- 지구의(영국/1797년), 천구의(영국/1790년): 영국의 아담스 일가가 제작한 항해용 지구의·천구의 세트로 동해를 한국해(Mare Corea)로 표기
- 바다의 신비(이탈리아/1646년): 메카토르 도법으로 편찬된 세계 최초의 해도첩으로 전세계에서 10점이 남아있으며, 아시아에서는 국립해양박물관이 유일하게 소유한 자료
- 충민공계초(조선/1662년): 이순신 장계를 등록한 임진왜란 관련 기록물
- 유네스코세계기록유산: 봉별시고, 통신사 수창시, 시고, 도화소조도 등 문화적 가치를 지닌 자료
- 백자철화운룡문항아리: 용이 그려진 백자철화로서, 부산시 지정 문화재자료 제99호로 지정

## 조직

### 이사회

#### 국립해양박물관장
- 감사

##### 운영본부
- 경영지원실
  - 기획예산팀
  - 인사노무팀
  - 운영지원팀
- 학예연구실
  - 학술연구팀
  - 전시기획팀
  - 유물관리팀
  - 교육문화팀
- 홍보전략팀
- 전문위원
- 전시개편TF

##### 운영사
- 기획운영팀
- 재무·회계팀
- 전시디자인
- 시스템관리팀
- 수족관관리팀
- 전시운영팀
- 시설관리팀

## 저서 목록
- 바다를 읽다 (2016년 12월 23일, ISBN 978-89-98937-47-8)
- 우리물고기(2015년,ISBN 978-89-92762-10-6)
- 동삼풍어제 (2013년, ISBN	9788992762076, 9788992762038(세트))

## 같이 보기
- 국립해양박물관 해양도서관
- 국립해양문화재연구소
- 국립등대박물관
- 부산해양자연사박물관
- 대한민국의 박물관과 미술관 목록
- 대한민국의 국립 박물관 목록